# Oliver Wallace
Oliver George Wallace (Londra, 6 agosto 1887 – Los Angeles, 15 settembre 1963) è stato un compositore britannico naturalizzato statunitense di colonne sonore cinematografiche.

## Filmografia
- Dumbo (1942)
- La nave della morte (Follow the Boys), regia di A. Edward Sutherland (1944)
- Cenerentola (1951)
- Alice nel Paese delle Meraviglie (1952)
- Casey vince ancora - cortometraggio (1954)
- Artico selvaggio (1959)

## Riconoscimenti
- Premio Oscar
  - 1942 - Miglior colonna sonora per Dumbo
  - 1951 - Candidatura alla miglior colonna sonora per Cenerentola
  - 1952- Candidatura alla miglior colonna sonora per Alice nel Paese delle Meraviglie
  - 1959 - Candidatura alla miglior colonna sonora per Artico selvaggio